# (86196) Specula
(86196) Specula est un astéroïde de la ceinture principale.

## Description
(86196) Specula est un astéroïde de la ceinture principale. Il fut découvert le 24 septembre 1999 à Piszkesteto par Krisztián Sárneczky et László L. Kiss. Il présente une orbite caractérisée par un demi-grand axe de 3,13 UA, une excentricité de 0,19 et une inclinaison de 16,7° par rapport à l'écliptique.

## Compléments